# کرافتیسرید
کرافتیسرید (به آلمانی: Kraftisried) یک شهر در آلمان است که در استالگوی واقع شده‌است.